# Словенистика
Словенистика (словен. slovenistika) — междисциплинарная гуманитарная дисциплина, изучающая словенский язык и словенскую культуру.

## Ведущие российские научные центры
- Институт славяноведения РАН
- Исторический факультет МГУ
- Факультет иностранных языков и регионоведения МГУ
- Филологический факультет МГУ
- Филологический факультет СПбГУ

## Словенисты
См. Категория:Словенисты